# Римські бенкети

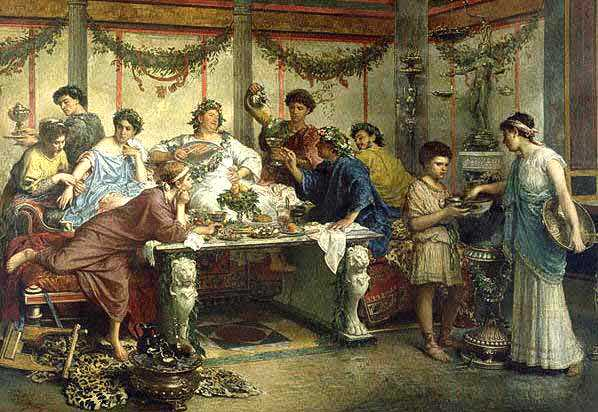
Римський бенкет, 1875, Роберто Бомпіані

Римський бенкет — святкове споживання їжі та напоїв, що було важливим соціальним ритуалом у римському світі. Відомий у загальних рисах як convivium (лат. «жити разом») або бенкет, римляни також розрізняли окремі типи зібрань, такі як epulum (громадський бенкет), cena (вечеря, яку зазвичай їдять у другій половині дня), і comissatio (пиятика). 
Громадянські бенкети, що пропонувались для всіх жителів міста, часто вміщували велику кількість гостей.
На відміну від цього, обіди, які відбувалися в резиденціях, були більш приватними. Під час них господар розважав невелику групу друзів сім’ї, ділових партнерів і клієнтів. Римські літературні джерела описують елітні приватні бенкети як своєрідне свято для почуттів, під час якого господар намагався вразити своїх гостей екстравагантними стравами, розкішним посудом і різноманітними формами розваг, які насолоджувалися в розкішно прикрашеній обстановці. Археологічні свідчення римського житла пролили важливе світло на контексти, в яких відбувалися приватні бенкети, і типи предметів, які використовувались під час таких зібрань.

## Римська бенкетна їдальня та розваги

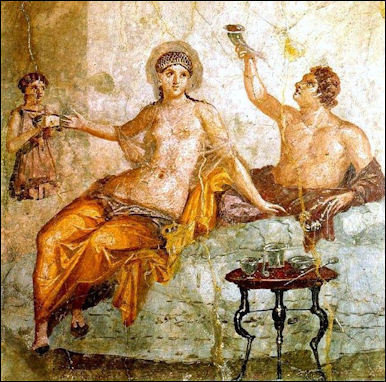
Фреска з міста Геркуланум

Кетрін Рафф з Метрополітен-музею писала: «Їдальня була одним із найважливіших приміщень для прийому гостей у резиденції і, як така, включала високоякісні декоративні елементи, такі як мозаїка для підлоги, настінний розпис та ліпні рельєфи, а також портативні предмети розкоші, такі як твори мистецтва (зокрема скульптури) та меблі. Як і греки, римляни лежали на кушетках під час бенкету, хоча в римському контексті поважним жінкам дозволялося приєднуватися до чоловіків. Ця практика відрізняла ковівіум від грецького симпозіуму, або чоловічої аристократичної випивки, на якій учасники жіночої статі були обмежені такими артистами, як дівчата-флейтисти та танцівниці, а також куртизанки (heterae)».
У їдальні зазвичай містилися три широкі дивани, на кожній з яких сиділи три особи, що дозволяло розмістити дев'ять гостей. Цей тип кімнат зазвичай описують як триклініум (буквально "кімната з трьома диванами"), хоча археологічно засвідчено, що в триклініумі кушетки розташовувалися вздовж трьох стін кімнати у формі U, в центрі якої був розміщений єдиний стіл, доступний для всіх відвідувачів. Дивани часто виготовлялися з дерева, але були також більш розкішні версії з фурнітурою з дорогих матеріалів, таких як слонова кістка та бронза. 
«Завершальним компонентом бенкету була його розвага, яка була покликана радувати і око, і слух. У музичних виставах часто використовували флейту, водяний орган, ліру, а також хорові твори. Активні форми розваги можуть включати трупи акробатів, танцюючих дівчат, гладіаторські бої, пантоміму і навіть дресированих тварин, таких як леви та леопарди. Були й більш стримані варіанти, такі як декламація поезій (зокрема нового римського епосу, «Енеїда» Вергілія), історії та драматичні вистави. Навіть персонал і раби будинку були включені в розвагу: співаючі кухарі виступали, коли вони обслуговували гостей, а молоді, привабливі й доглянуті офіціанти з вина створювали додаткову форму візуального відволікання. В підсумку, Римський бенкет був не просто трапезою, а радше розрахованим видовищем, яке мало продемонструвати його гостям багатство, статус і витонченість господаря, бажано перевершуючи водночас пишні бенкети його елітних друзів і колег». 

## Обслуговування бенкету
Для обслуговування бенкету був потрібен численний персонал: кухарі на чолі з головним кухарем, «влаштовувач бенкету», постачальник їстівних припасів, булочник, кондитер, пекар печива на молоці, раби: що упорядковують ложа в триклінії; structores – накривали на стіл; scissores, carptores - розрізали м'ясо на шматочки, розкладали на страви, особливий раб надавав страви на блюді більш витончений вид; номенклатор зустрічав гостей та називав їх імена присутнім, а також вимовляв назви страв під час подачі; окремі раби, що підносили чаші з водою для миття рук; ministratores заносили страви; ministri подавали напої; Після бенкету scoparii прибирали залишки їжі з підлоги. Всім обслуговуючим персоналом керували tricliniarches.

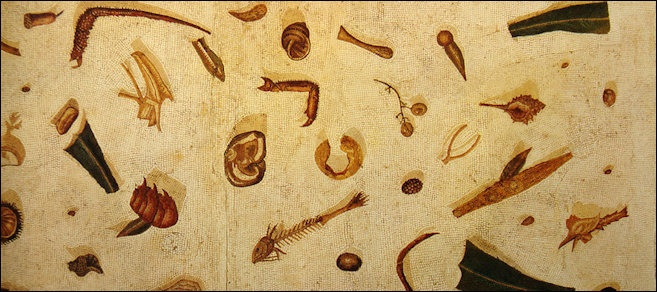
Мозаїка "Не підметена підлога" (1800 х 2700 мм), зроблена Сосом Пергамським, II ст. після Р.Х.

## Давньоримський бенкет у літературі

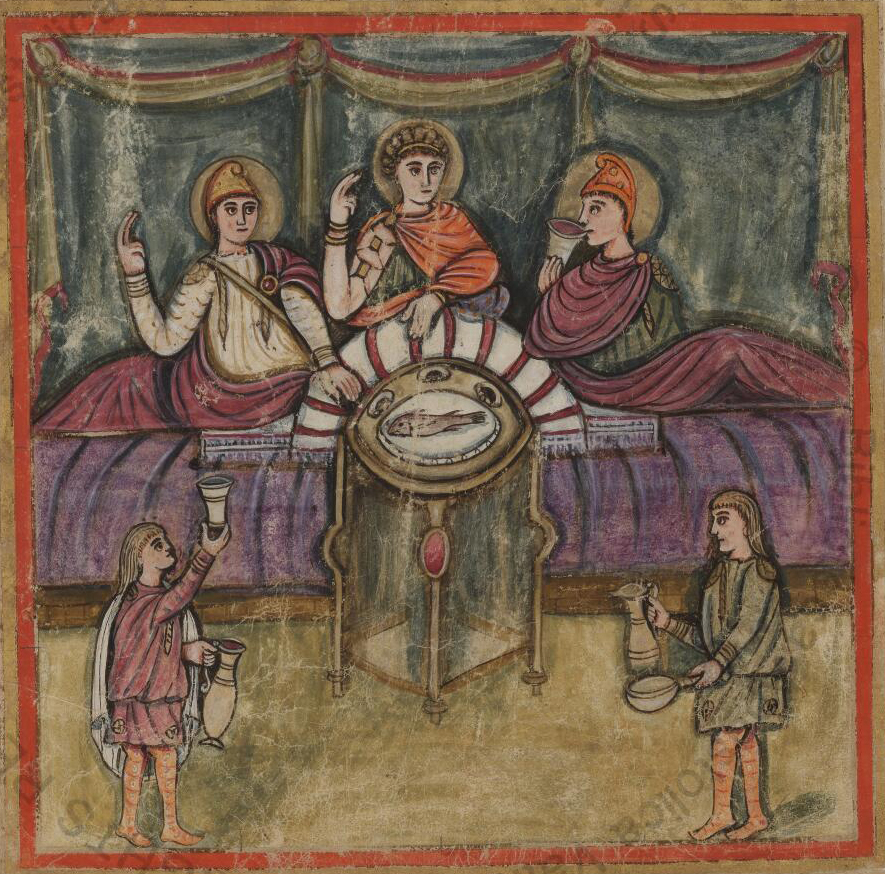
Бенкет Енея та Дідони. Мініатюра з рукопису Vergilius Romanus. V ст. після Р.Х.

Вечері в часи Плінія та Цицерона були важливою частиною життя давньоримської аристократії. Бенкети влаштовувались не лише з приводу дня народження чи весілля, а скоріше входили в розпорядок дня як прийняття клієнтів або відвідування форума і терм. За словами Цицерона, для Катона Старшого сенс застілля був у спілкуванні з друзями та веденні бесіди. На бенкетах в будинках аристократа збирались гості різного походження: родичі, друзі, клієнти, вільновідпущенники, жінки - господарки дому, жінки гостей, а також діти, в першу чергу сини. Обслуговування, місце та страви, які підносились гостям, суворо відповідали їх положенню у соціумі.
Найбільш відомий опис бенкету у латинській літературі I століття знаходиться у “Сатириконі” Петронія Арбитра, де бенкет багатого вільновідпущенника Трімалхіона представлений в сатиричній манері. Гостям пропонувалось 62 страви, наприклад дерев’яна курка на павичих яйцях, всередині яких знаходились винноягодники під соусом з перцю та яєчного жовтка, фалернське вино (підроблене, як натякає Петроній), кабан, начинений кров’яними та смаженими ковбасами, та ін.
```
   
“На круглому блюді були зображені кільцем 12 
знаків Зодіака
, при чому на кожному кухонний архітектор розмістим відповідні страви. Над Овном — овечий горох, над Тільцем — яловичину шматочками, над Близнюками — бруньки і тестикули, над Раком — вінок, над Левом — африканські фіги, над Дівою — матку свині, що не опоросилася, над Терезами — справжні ваги з гарячим коржом на одній чаші на іншій, над Скорпіоном — морську рибку, над Стрільцем — лупоока, над Козерогом — морського раку, над Водолієм — гусака, над Рибами — двох червонобородок.
 
[
6
]
```

В період імперії прагнення до розкоші бенкетів інколи переходило всі розумні межі - бенкети інколи продовжувались декілька діб, кухарі витончувалися у приготуванні небувалих до смаку страв, розваги відрізнялися жорстокістю та надмірностями. Сенека обурювався, що римські гурмани готові «... нишпорити по морських глибинах, бити тварин, щоб перевантажити шлунок» І все ж варто зауважити, що в Римі часів імперії надзвичайні прояви обжерливості не були рідкісні, але все ж таки розкішні бенкети були скоріше винятком, і щоденні трапези римлян проходили без особливого шику.

## Бенкети імператорів

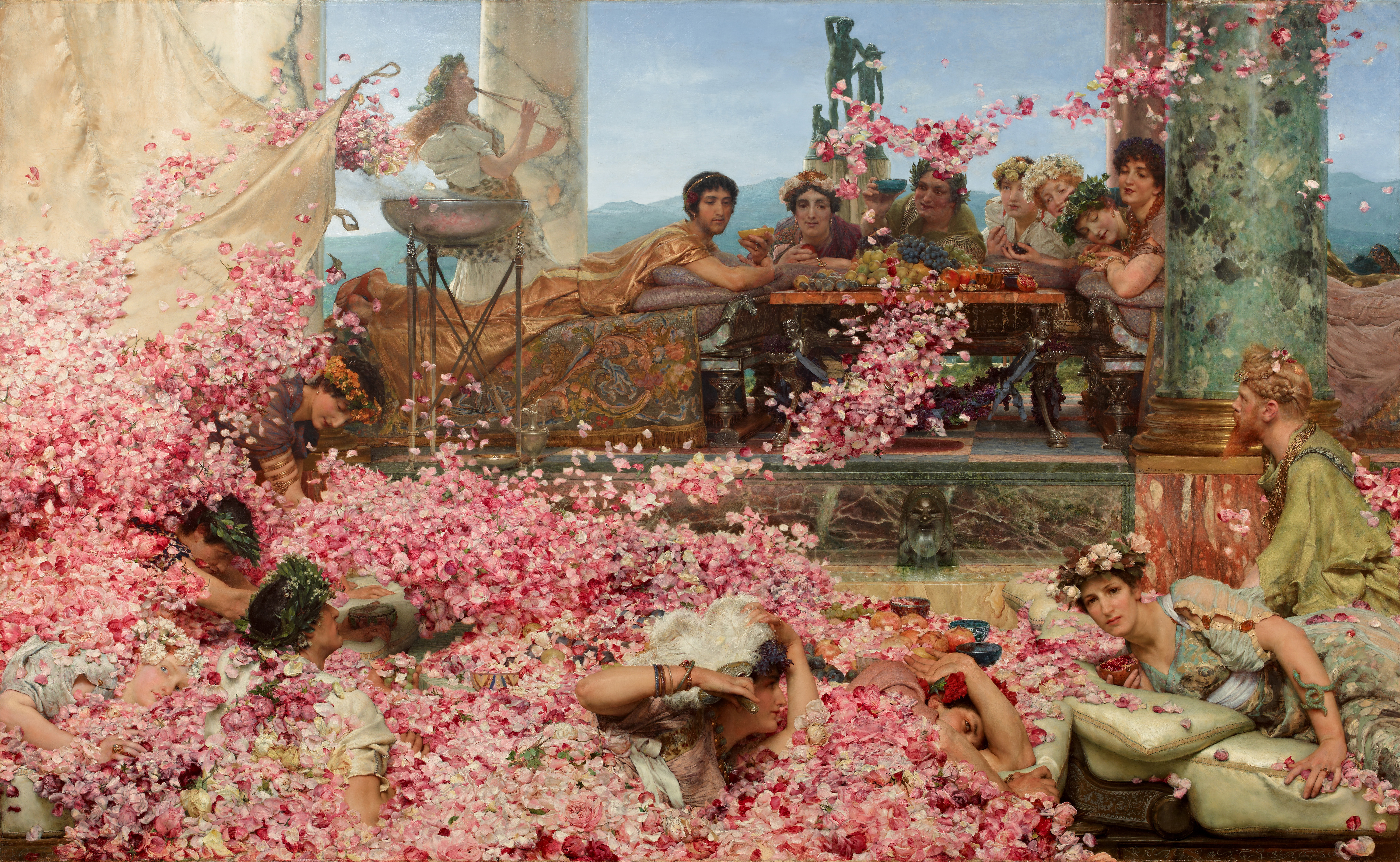
Троянди Геліогабала, 1888, Лоуренс Альма-Тадема

На думку Л. Фрідлендера, “хороші” імператори харчувались просто, а “погані” відрізнялись обжерливістю. Простий хліб, риба, сир на фіги були по смаку Августу. Септимій Север цінував овощі більше, ніж м’ясо. Згідно з «Історією Августів», імператор Геліогабал на бенкетах пропонував своїм гостям страву, виготовлену з мізків шестисот страусів, на бенкетах кидав делікатеси — наприклад, гусячу печінку — собакам, зелені боби сервірувалися з бурштином, рис подавався змішаним з перлами. Таке феноменальне поєднання Фернандес-Арместо назвав «кулінарний сюрреалізм»
Светоній описує імператора Вітелія як відомого любителя поїсти. Імператор заплатив гігантську суму, що становила тоді ціну латифундії, за дивовижна страва з солодкого м'яса, печених птахів, фазанячих і павичів мізків, язиків папуг. Створена імператором страва «Щит Мінерви Містодержці» складалася з печінки риби скару, фазанячих і павичів мозку, язиків фламінго. Все необхідне для приготування цієї страви завозили з Парфії та Іспанії. Пліній пише, що для приготування «щита» потрібно було збудувати піч на свіжому повітрі і відлити неймовірних розмірів срібне блюдо. Брат імператора влаштував більш скромний бенкет, на якому було подано 2 тисячі добірних риб та 7 тисяч птахів.
Імператори влаштовували звані «суспільні бенкети» (convivia publica), у яких брало участь велика кількість запрошених — сенатори, вершники, і навіть особи третього стану. Наприклад, у Клавдія збиралося регулярно до 600 осіб, у Калігули було 100 гостей, у Отона - 60 сенаторів з дружинами.
На імператорських бенкетах гостям подавалися слонячі хоботи, паштети з солов'їних і павичів мов і півнячих гребенів, печінка риб-папуг. Але особливо прославився актор на ім'я Клодій Езоп, який викупив за нечувану на той час суму в сто тисяч сестерцій шістнадцять співочих птахів, навчених говорити латиною та грецькою мовою, єдино для того, щоб насадити їх на рожен і подати гостям. За зауваженням угорського дослідника Іштвана Рат-Вега, «приклад цієї єдиної тарілки страви відкриває перед нами щілину достатню, щоб у неї на нас роззяв зів провалля морального занепаду, в яку з часом провалиться весь імператорський Рим»

## Жінки на бенкетах
Жінкам дозволялось буди присутніми на бенкетах як господарки будинку або жінки гостя. Також, вони могли відвідувати бенкети і самостійно.
Присутність жінки на бенкетах стало темою римської літератури в період пізньої Республіки і в час імперії - в листах, віршах, трактатах, сатирах та одах коментують та критикують, висміюють поведінку жінок на бенкетах в контексті суспільного занепаду звичаїв. Кулінарні, алкогольні та сексуальні оргії використовувалися в суді як приклади розпусти, що тривалі бенкети служили метафорами для опису «занепаду вдач» римлян. У судових промовах викривалося безчестя, у тому числі зі згадкою нічних бенкетів та присутністю на них жінок.

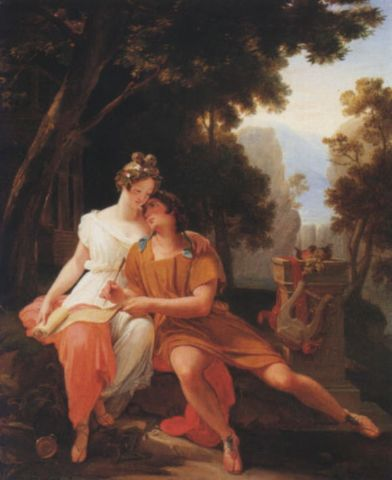
Проперцій та Кінфія в Тіволі, Огюст Віншон

Такі автори, як Проперцій, Тибулл, Овідій у віршах описують любов та секс на бенкетах - зовнішність та поведінка жінок у цих віршах мало відрізняються від описів Горація, але оцінка - інша: на думку цих авторів, метою бенкетів є переживання еротичних фантазій і бажань, а також зустрічі закоханих. Овідій радить жінці не пити і не їсти багато, зворотне, на його думку, є огидним. Проперцій також схвалює вживання вина у листі до Кінфії:
```
   «
Пий! Ти чудова! Тобі немає шкоди від вина!
» 
[
18
]
```